# Lachemilla steinbachii
Lachemilla steinbachii är en rosväxtart som beskrevs av Werner Hugo Paul Rothmaler. Lachemilla steinbachii ingår i släktet Lachemilla och familjen rosväxter. Inga underarter finns listade i Catalogue of Life.